# Institut de Virologia de Wuhan
L'Institut de Virologia de Wuhan (WIV en les sigles en anglès, 中国科学院武汉病毒研究所 en xinès simplificat, Zhōngguó Kēxuéyuàn Wǔhàn Bìngdú Yánjiūsuǒ en pinyin) és un institut de recerca de l'Acadèmia Xinesa de les Ciències centrat en el camp de la virologia, i localitzat en el districte de Jiangxia, a Wuhan (Hubei, Xina).

## Història
L'Institut va ser fundat el 1956 com a Laboratori de Microbiologia de Wuhan, com a part de l'Acadèmia Xinesa de les Ciències. Més tard, el 1961, rebé el nom d'Institut de Microbiologia del Sud de la Xina, per passar a ser reanomenat com a Institut de Microbiologia de Wuhan el 1962. El 1970 va passar a anomenar-se Institut de Microbiologia de la Província de Hubei quan la comissió de Ciència i Tecnologia en va prendre l'administració. El 1978 va tornar a l'Acadèmia Xinesa de Ciències com a Institut de Virologia de Wuhan.
El 2020 va transcendir a mitjans generalistes de fora de la Xina per tenir l'únic laboratori de bioseguretat nacional que podria tractar amb garanties el virus rere l'epidèmia sorgida en la mateixa regió. Aquest fet va portar a especular a alguns mitjans estatunidencs si el virus no podia haver sorgit precisament d'aquell mateix centre com a part d'un programa d'armes biològiques secret.